# Julia Hartwig

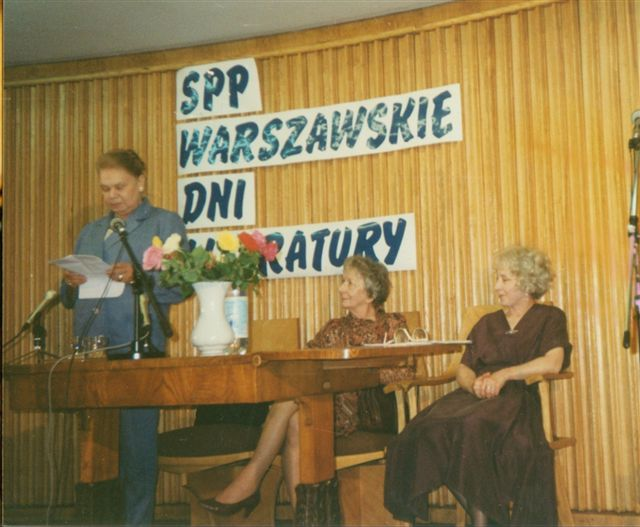
Julia Hartwig, Wisława Szymborska i Anna Polony – jedno ze spotkań organizowanych przez Stowarzyszenie Pisarzy Polskich, Warszawa, 8 maja 1993

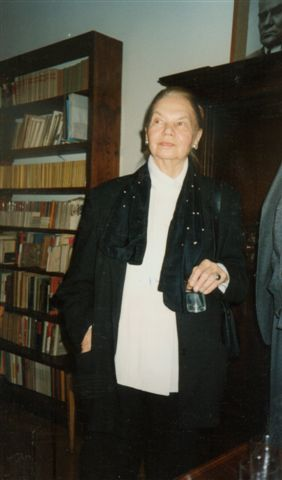
Julia Hartwig – Polski PEN Club, Warszawa, 9 grudnia 1996

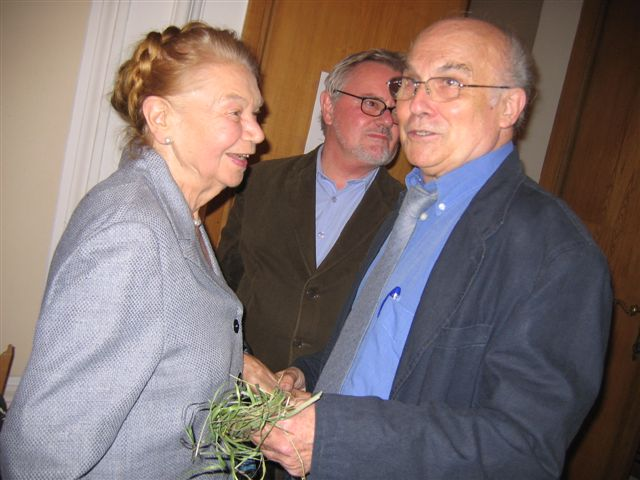
Julia Hartwig, Anders Bodegård, Ryszard Kapuściński (2006)

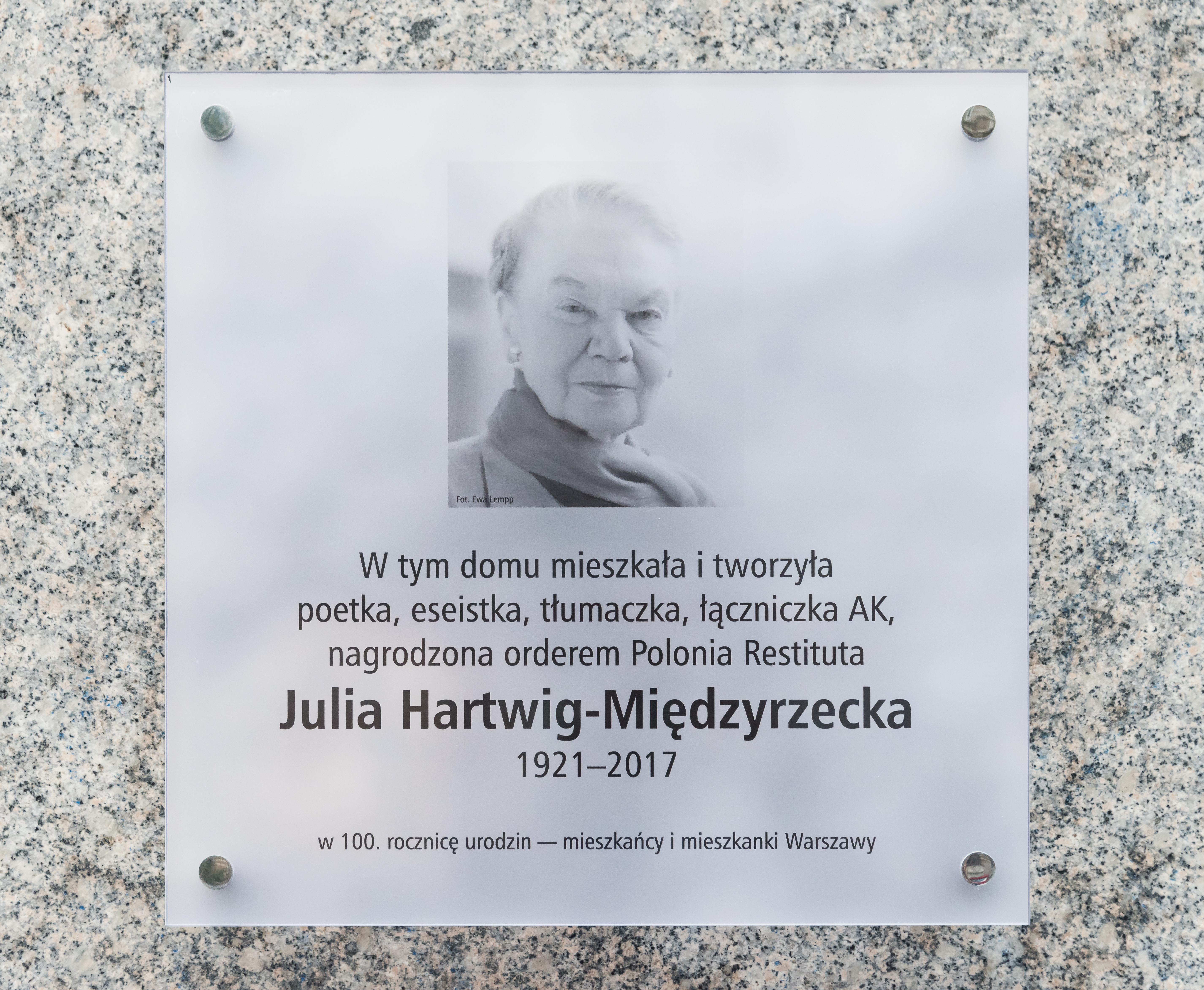
Tablica pamiątkowa na domu przy ul. Marszałkowskiej 68/70 w Warszawie

Julia Hartwig-Międzyrzecka (Julia Hartwiżanka; ur. 14 sierpnia 1921 w Lublinie, zm. 13 lipca 2017 w Gouldsboro) – polska poetka i eseistka, tłumaczka literatury pięknej z języka francuskiego i angielskiego, od 1963 członkini Polskiego PEN Clubu.

## Życiorys
Córka fotografa Ludwika Hartwiga i Marii Biriukow, siostra Edwarda, fotografika, i Walentego, lekarza. Uczyła się w Gimnazjum im. Unii Lubelskiej w Lublinie (matura w 1939). W 1936 w gazetce szkolnej „W słońce” opublikowała swój pierwszy wiersz. 
Podczas II wojny światowej była łączniczką Armii Krajowej, uczestniczką podziemnego życia kulturalnego. Studiowała polonistykę i romanistykę na Tajnym Uniwersytecie Warszawskim (1942–1944) i Uniwersytecie Warszawskim (1946) oraz Katolickim Uniwersytecie Lubelskim. 
W latach 1947–1950 przebywała we Francji, gdzie była stypendystką rządu francuskiego i urzędniczką w dziale kulturalnym Ambasady Polskiej w Paryżu, w tym okresie związana była z Ksawerym Pruszyńskim i Zygmuntem Kałużyńskim. Mieszkała następnie w Warszawie. W latach 1952–1969 była autorką słuchowisk nadawanych w Polskim Radiu. 
W 1954 poślubiła Artura Międzyrzeckiego. W latach 1970–1974 małżonkowie przebywali w Stanach Zjednoczonych, gdzie Hartwig była uczestniczką International Writing Program, a następnie wykładowcą na Uniwersytecie Drake’a. Prowadziła też wykłady na Uniwersytecie Ottawskim (1971) i Carleton University (1973) w Kanadzie. W 1976 podpisała „Memoriał 101”. W 1979 ponownie przebywała w Stanach Zjednoczonych na zaproszenie Departamentu Stanu. W 1989 była członkinią Komitetu Obywatelskiego przy Przewodniczącym NSZZ „Solidarność” Lechu Wałęsie.
Swoje wiersze i artykuły ogłaszała w pismach: „Odrodzenie”, „Nowa Kultura”, „Świat”, „Nowe Książki”, „Poezja”, „Tygodnik Powszechny”, „Twórczość”, „Kresy”, „NaGłos”, „Zeszyty Literackie”, „Odra”, „Więź”, „Kwartalnik Artystyczny”.
Tłumaczyła na język polski twórczość takich pisarzy jak: Guillaume Apollinaire, Allen Ginsberg, Max Jacob, Blaise Cendrars, Pierre Reverdy, Marianne Moore, William Carlos Williams.
Członek Związku Literatów Polskich (1945–1983, była w Zarządzie Głównym w latach 1980–1982), Polskiego PEN-Clubu (od 1956), NSZZ „Solidarność” (1986–1991), Stowarzyszenia Pisarzy Polskich (1989, wiceprezes w latach 1990–1999). Od 2008 była przewodniczącą jury Nagrody Mediów Publicznych Cogito w dziedzinie literatury pięknej. W 1995 roku powstał o poetce film dokumentalny pt. Julia Hartwig  w reżyserii Adama Kulika i według jego scenariusza, a w roku 2003 następny pt. Ułamki codzienności. Julia Hartwig (scenariusz i realizacja: Elżbieta Rottermund). W 2009 otrzymała honorowe obywatelstwo Lublina oraz została laureatką Nagrody „Kamień”, przyznawanej podczas Lubelskiego Festiwalu „Miasto Poezji”. Mieszkała w Warszawie przy ul. Marszałkowskiej w bloku mieszkalnym zwanym później Domem Pisarzy.
W 2014 X Zjazd Stowarzyszenia Pisarzy Polskich wybrał ją na honorowego Prezesa Stowarzyszenia. 25 października 2014 otrzymała Nagrodę Poetycką im. Wisławy Szymborskiej za książkę Zapisane.
W 2015 Uniwersytet im. Adama Mickiewicza w Poznaniu nadał jej tytuł doktora honoris causa. W tym samym roku została też członkiem czynnym Polskiej Akademii Umiejętności.

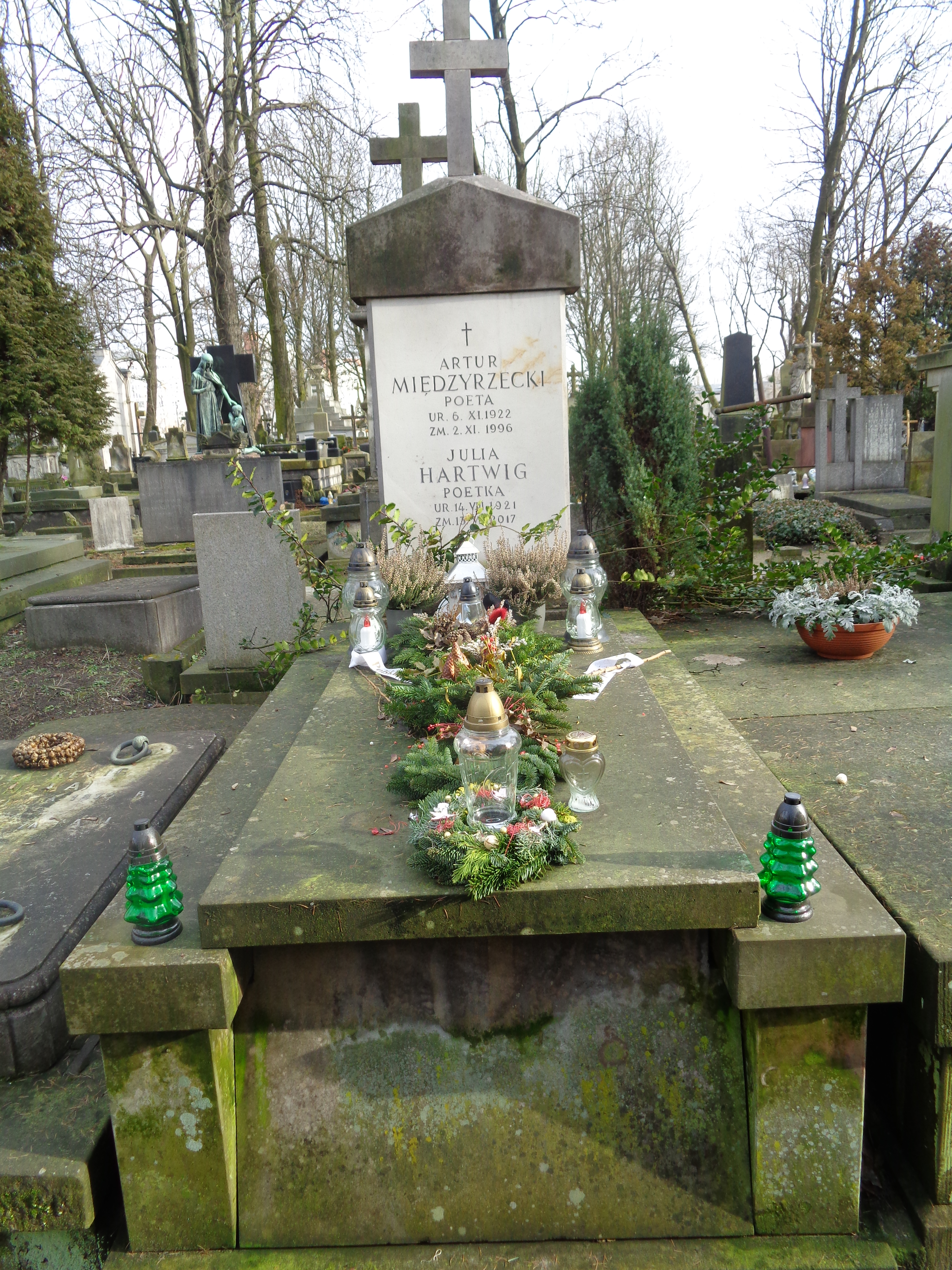
Grób Julii Hartwig na cmentarzu Powązkowskim w Warszawie

Zmarła 13 lipca 2017 w Gouldsboro we śnie podczas rocznego pobytu u swojej córki Danieli Lehtinen w Pensylwanii. 13 września 2017 urna z jej prochami spoczęła na cmentarzu Powązkowskim w grobie z mężem Arturem Międzyrzeckim (1922–1996) (kwatera 3-2-18).

## Twórczość
- Z niedalekich podróży (reportaże; LSW 1954)
- Pożegnania (poezje; Czytelnik 1956)
- Jaś i Małgosia (bajka dla dzieci; wespół z Arturem Międzyrzeckim; premiera w Teatrze Komedia 1961; Wydanie w publikacji pt. Bajki zza kurtyny, Centralny Ośrodek Metodyczny Upowszechniania Kultury 1972, wespół z tekstem Aleksandra Rymkiewicza)
- Pierwsze przygody Poziomki (utwór dla dzieci; wespół z Arturem Międzyrzeckim; Nasza Księgarnia 1961; jako Przygody Poziomki: Nasza Księgarnia 1967)
- Tomcio Paluch (bajka dla dzieci; wespół z Arturem Międzyrzeckim; premiera w Teatrze Komedia 1962)
- Apollinaire (monografia; PIW 1962, 1964, 1972; tłum. czeskie: Odeon 1966, tłum. węgierskie: Gondolat 1968, tłum. rosyjskie: Progress 1971, tłum. francuskie: Mercure de France 1972)
- Pan Nobo. Dalsze przygody Poziomki (utwór dla dzieci; wespół z Arturem Międzyrzeckim; Nasza Księgarnia 1964; jako Przygody Poziomki: Nasza Księgarnia 1967)
- Wielki pościg (powieść dla młodzieży; wespół z Arturem Międzyrzeckim; Nasza Księgarnia 1969)
- Wolne ręce (poezje; PIW 1969)
- Zguba Michałka (bajka dla dzieci; Nasza Księgarnia 1969)
- Dwoistość (poezje; Czytelnik 1971)
- Gérard de Nerval (monografia; PIW 1972)
- Czuwanie (poezje; Czytelnik 1978)
- Chwila postoju (miniatury poetyckie; Wydawnictwo Literackie 1980, ISBN 83-08-00323-0)
- Dziennik amerykański (szkice; Państwowy Instytut Wydawniczy 1980, ISBN 83-06-00407-8)
- Wybór wierszy (Czytelnik 1981, ISBN 83-07-00241-9)
- Poezje wybrane (seria: „Biblioteka Poetów”; LSW 1983, ISBN 83-205-3515-8)
- Obcowanie (poezje; Czytelnik 1987, ISBN 83-07-01608-8)
- Czułość (poezje; Znak 1992, ISBN 83-7006-031-5)
- Żelazowa Wola (zdjęcia: Edward Hartwig, Ewa Hartwig-Fijałkowska, tekst: Julia Hartwig; Voyager 1993, ISBN 83-85496-19-X)
- Nim opatrzy się zieleń (wybór poezji; Znak 1995, ISBN 83-7006-326-8)
- Jak długo trwać będą dawne imiona (Przemyśl: Gdzie Indziej 1996)
- Lżejszym głosem: wiersze z różnych lat (Bis 1998, ISBN 83-87082-43-0)
- Zobaczone (poezje; a5 1999, ISBN 83-85568-40-9)
- Przemija postać świata (wybór poezji; Prószyński i S-ka 1999, ISBN 83-7180-448-2)
- Zawsze od nowa: 100 wierszy (wybór poezji; Twój Styl 1999, ISBN 83-7163-147-2)
- Wybór wierszy (seria: „Złota kolekcja Poezji Polskiej”; Państwowy Instytut Wydawniczy 2000, ISBN 83-06-02758-2)
- Zawsze powroty – dzienniki podróży (Sic! 2001, ISBN 83-86056-77-0; wyd. 2 poprawione jako Zawsze powroty. Z dzienników podróży, Sic! 2005, ISBN 83-88807-75-7)
- Nie ma odpowiedzi (poezje; Sic! 2001, ISBN 83-86056-98-3)
- Pięć wierszy (Wydawnictwo Uniwersytetu Marii Curie-Skłodowskiej 2002, ISBN 83-227-1898-5)
- Wiersze amerykańskie (Sic! 2002, ISBN 83-88807-05-6)
- Błyski (poezje; Sic! 2002, ISBN 83-88807-21-8)
- Mówiąc nie tylko do siebie. Poematy prozą (razem z płytą CD, z głosem poetki; Sic! 2003, ISBN 83-88-80732-2)
- Bez pożegnania (poezje; Sic! 2004, ISBN 83-88807-60-9; Nominacja do Śląskiego Wawrzynu Literackiego, luty 2005)
- Pisane przy oknie (felietony; Biblioteka „Więzi” [t. 156] 2004, ISBN 83-88032-67-4)
- W objęciach świata (wybór poezji; Anagram 2004, ISBN 83-86-08670-7)
- Zwierzenia i błyski (poezje i proza poetycka; Sic! 2004, ISBN 83-88807-45-5)
- Wybrańcy losu (eseje wspomnieniowe; Sic! 2006, ISBN 83-88807-99-4)
- Podziękowanie za gościnę (słowo/obraz terytoria 2006, ISBN 978-83-7453-707-0)
- To wróci (Sic! 2007, ISBN 978-83-60457-44-3)
- Trzecie błyski (Sic! 2008, ISBN 978-83-60457-59-7)
- Jasne niejasne (poezje; a5 2009, ISBN 978-83-61298-18-2)
- Wiersze wybrane (wybór poezji; a5 2010, ISBN 978-83-61298-23-6)
- Gorzkie żale (poezje; a5 2011, ISBN 978-83-61298-30-4)
- Powroty (poezje; Ośrodek „Brama Grodzka-Teatr NN” 2011, ISBN 978-83-61064-24-4)
- Zapisane (a5, 2013, ISBN 978-83-61298-54-0)
- Spojrzenie (a5, 2016, ISBN 978-83-61298-94-6)

## Tłumaczenia (wybór)
- Elsa Triolet, Kochankowie z Avignonu i inne opowiadania (Czytelnik 1949)
- Louis Aragon, Komuniści t. I-V (tłumaczenie zbiorowe; Czytelnik 1950–1951)
- Théophile Gautier (syn), Przygody barona Münchhausena (ilustr. Gustave Doré; Książka i Wiedza 1951, Wydawnictwa Artystyczne i Filmowe 1991, ISBN 83-221-0569-X)
- Jean Marcenac(inne języki), Urok szatana (Książka i Wiedza 1951)
- Denis Diderot, Wybór pism filozoficznych (wespół z Julianem Rogozińskim; Państwowy Instytut Wydawniczy 1953; De Agostini Polska 2003, ISBN 83-7316-116-3, ISBN 83-7316-000-0)
- Jean le Rond d’Alembert, Wstęp do Encyklopedii (seria: Biblioteka Klasyków Filozofii; wstępem i przypisami opatrzył Tadeusz Kotarbiński; Polska Akademia Nauk, Komitet Filozoficzny; Państwowe Wydawnictwo Naukowe 1954)
- Blaise Cendrars, Poezje (wespół z Adamem Ważykiem, Państwowy Instytut Wydawniczy 1962)
- Guillaume Apollinaire, Poeta zamordowany (wespół z Arturem Międzyrzeckim; Wydawnictwo Literackie 1966, 1976, 1993, ISBN 83-08-02485-8)
- Claude Roy(inne języki), Ładny kwiat (Nasza Księgarnia 1968)
- Ja to ktoś inny. Korespondencja Artura Rimbaud (wespół z Arturem Międzyrzeckim; wybór i przekład; Czytelnik 1970)
- Jules Supervielle, Piękna z lasu (Feeria w trzech aktach) („Dialog” nr 4–5/1972)
- Guillaume Apollinaire, Nowe przekłady (wespół z Arturem Międzyrzeckim; Wydawnictwo Literackie 1973)
- Guillaume Apollinaire, Listy do Madeleine (także autorka wstępu; Wydawnictwo Literackie 1974, 1977)
- Blaise Cendrars, Poezje wybrane (wespół z Adamem Ważykiem, Ludowa Spółdzielnia Wydawnicza 1977)
- Guillaume Apollinaire, Piosenka niekochanego i inne wiersze (przekład, opracowanie i przedmowa; wespół z Arturem Międzyrzeckim; Wydawnictwo Literackie, 1994, ISBN 83-08-02548-X)
- Marianne Moore, Wiersze wybrane (wespół z Ludmiłą Marjańską; wyboru dokonała i wstępem poprzedziła Ludmiła Marjańska; Państwowy Instytut Wydawniczy 1980, ISBN 83-06-00387-X)
- Korespondencja Fryderyka Chopina z George Sand i z jej dziećmi [t. I/II] (tłum. tekstów francuskich; oprac. Krystyna Kobylańska; Państwowy Instytut Wydawniczy 1981, ISBN 83-06-00326-8 [2 t.])
- Max Jacob, Poematy prozą (wybór, przekład i posłowie; przeł. wespół z Adamem Ważykiem; Wydawnictwo Literackie 1983, ISBN 83-08-00657-4)
- Robert Bly, Jadąc przez Ohio i inne wiersze (wybór, wstęp i tłumaczenie; Państwowy Instytut Wydawniczy 1985, ISBN 83-06-01263-1)
- Pierre Reverdy, Poezje wybrane (przekład, wybór i wstęp; Państwowy Instytut Wydawniczy 1986, ISBN 83-06-01346-8)
- Guillaume Apollinaire, Wiersze miłosne (wespół z Arturem Międzyrzeckim; Pavo 1992, ISBN 83-900340-2-6)
- Opiewam nowoczesnego człowieka. Antologia poezji amerykańskiej: wiersze amerykańskie od Poego, Whitmana i Emily Dickinson do poetów dzisiejszych (wybór i przekład; wespół z Arturem Międzyrzeckim; tłum. m.in. Stanisława Barańczaka; RePrint, Res Publica 1992, ISBN 83-85343-25-3)
- Allen Ginsberg, Znajomi z tego świata (wespół z Arturem Międzyrzeckim, Andrzejem Szubą i Piotrem Sommerem; il. Wojciech Kołyszko(inne języki); Wydawnictwo M, Biblioteka „Nagłosu” 1993, ISBN 83-85541-93-4)
- Gottfried August Bürger, Przygody barona Münchhausena (ilustr. Elżbieta Śmietanka-Combik; Kalliope 1996, ISBN 83-85549-46-3)
- Guillaume Apollinaire, Wiersze i listy miłosne (wybór i wstęp Anna Janko; tłum. zbiorowe; Prószyński i S-ka 1998, ISBN 83-7180-358-3)
- Dzikie brzoskwinie: antologia poetek amerykańskich (autorka wyboru; przeł. Julia Hartwig, Stanisław Barańczak i in.; Sic! 2003, ISBN 83-88807-26-9)
- Eugène Delacroix, Dzienniki. Cz. 1 (1822–1853) (wespół z Joanną Guze; Słowo/Obraz Terytoria 2003, ISBN 83-89405-46-6)
- Henri Michaux, Seans z workiem oraz inne rady i przestrogi (wybór, przekład i posłowie; Sic! 2004, ISBN 83-88807-40-4)
- Sylvia Plath, Poezje wybrane (wespół z Janem Rostworowskim i Teresą Truszkowską; Wyd. 2 zmienione; Wydawnictwo Literackie 2004, ISBN 83-08-03583-3)
- William Carlos Williams, Spóźniony śpiewak, „Biuro Literackie”, Wrocław 2009

## Opracowania i inne prace redakcyjne
- Otto Axer (autorka wstępu; Wydawnictwa Artystyczne i Filmowe 1978)
- Edward Hartwig, Tematy fotograficzne (autorka wstępu; Wydawnictwa Artystyczne i Filmowe 1978)
- Romain Rolland, Colas Breugnon: żyje jeszcze człowiek poczciwy (autorka opracowania; przeł. z fr. Franciszek Mirandola; Państwowy Instytut Wydawniczy 1983, 1987, ISBN 83-06-00994-0; Wydawnictwo Dolnośląskie 1993, ISBN 83-7023-229-9)
- Edward Hartwig, Wierzby (autorka wstępu; Sport i Turystyka 1989)
- Edward Hartwig, Lublin i okolice: wspomnienie (autorka wstępu; Wydawnictwo Uniwersytetu Marii Curie-Skłodowskiej 1997, ISBN 83-227-0938-2)
- Edward Hartwig, Mój Kazimierz (autorka wstępu; Wydawnictwo Uniwersytetu Marii Curie-Skłodowskiej 1998, ISBN 83-227-1193-X)
- Arthur Rimbaud, Sezon w piekle; Iluminacje (przeł. Artur Międzyrzecki, wstęp Julia Hartwig; Prószyński i S-ka 1998, 1999, ISBN 83-7180-802-X)
- Jan Sochoń, Zdania, przecinki, kropki... (autorka posłowia; W Drodze 1998, ISBN 83-7033-322-2)
- Lenta Główczewska, Nowy Jork: kartki z metropolii 1983–2002 (autorka przedmowy; Fundacja Zeszytów Literackich 2004, ISBN 83-917979-6-1)

## Hartwig w piosenkach
- 2005: Grzegorz Turnau 11:11 – tekst utworu „Nie idźmy spać”

## Ordery i odznaczenia
- Krzyż Wielki Orderu Odrodzenia Polski (postanowieniem prezydenta Bronisława Komorowskiego z 20 kwietnia 2011 „w uznaniu zasług dla niepodległości oraz przemian demokratycznych w Polsce, za zasługi dla kultury polskiej oraz osiągnięcia w pracy twórczej”[12], udekorowana została 3 maja tego samego roku w czasie uroczystości na Zamku Królewskim z okazji Święta Narodowego 3 Maja[13])
- Krzyż Oficerski Orderu Odrodzenia Polski (1997)[14]
- Złoty Medal „Zasłużony Kulturze Gloria Artis” (2005)[15]
- Odznaka Stowarzyszenia Autorów ZAiKS (2013)
- Krzyż Oficerski Orderu Legii Honorowej (Francja, 2016)[16]
- Krzyż Kawalerski Orderu Legii Honorowej (Francja, 2007)[17]

## Inne nagrody i wyróżnienia
- Nagroda ZAiKS-u dla tłumaczy (1976)
- Nagroda Fondation d’Hautvilliers „Prix de Traduction” (Francja, 1978)
- Nagroda Polskiego PEN Clubu (1979)
- Nagroda Literacka im. Jurzykowskiego (USA, 1981)
- Thornton Wilder Prize(inne języki) (USA, 1986)
- Nagroda im. Georga Trakla (Austria, 1991)
- Nagroda PEN Clubu za twórczość poetycką (1996)[18]
- Nagroda Ministra Kultury za całokształt twórczości (2001)
- Nagroda Fundacji Władysława i Nelli Turzańskich (2004)
- Nagroda Literacka im. Władysława Reymonta (2006)[19]
- Nagroda Wielka Fundacji Kultury
- Nagroda Polskiego PEN Clubu im. Jana Parandowskiego (2009)[20]
- sześciokrotnie nominowana do Nagrody Literackiej Nike[21] (2000 za Zobaczone, 2002 finał nagrody za Nie ma odpowiedzi, 2003 finał nagrody za Błyski, 2005 za Bez pożegnania, 2010 finał nagrody za Jasne, niejasne, 2012 za Gorzkie żale)
- dwukrotnie nominowana do Nagrody Poetyckiej im. K.I. Gałczyńskiego – Orfeusz (2012[22] i 2014[23])
- „Dzieło życia” za całokształt w XII edycji Nagrody Norwida (2013)
- Nagroda Poetycka im. Wisławy Szymborskiej (2014)
- Gwiazda w Alei Gwiazd Literatury przy Miejskiej Bibliotece Publicznej w Mińsku Mazowieckim (2014)
- Nagroda Miasta Stołecznego Warszawy (2012)[24]

## Upamiętnienie
- Przy wejściu do kawiarni Nowa Prowincja w Krakowie od marca 2014 znajduje się Domofon poezji, na którym można odtworzyć nagranie poetki czytającej własny wiersz[25][26][27].
- Tablica pamiątkowa na domu przy ul. Marszałkowskiej 68/70 (od strony ul. ks. I. Skorupki) w Warszawie, w którym mieszkała, odsłonięta w 2021[28].